# Хорді Кайседо
Хорді Хосуе Кайседо Медіна (ісп. ordy Josué Caicedo Medina; нар. 18 листопада 1997, Мачала) — еквадорський футболіст, півзахисник клубу «Тигрес» та національної збірної Еквадору, який на правах оренди виступає за «Атлас». Відомий також за виступами в еквадорських клубах «Універсідад Католіка» та «Депортіво Ель Насьйональ», а також бразильському клубі «Віторія» (Салвадор). Володар Кубка Болгарії.

## Клубна кар'єра
Хорді Кайседо народився у [1997 році в еквадорському місті Мачала. Розпочав займатися футболом у юнацькій команді клубу «Норте Амеріка», пізніше продовжив навчання в юнацьких командах клубів «Депортіво Асогес» та «Універсідад Католіка» з Кіто. У дорослому футболі дебютував у 2016 році в команді «Універсідад Католіка». У 2019 році клуб віддав Кайседо в оренду до іншої еквадорської команди «Депортіво Ель Насьйональ».
У другій половині 2019 року Хорді Кайседо став гравцем бразильського клубу «Віторія» з Салвадора, у складі якого грав до кінця 2020 року, зігравши у складі бразильського клубу в 42 матчах.
На початку 2021 року Хорді Кайседо став гравцем болгарського клубу ЦСКА з Софії. Станом на 25 серпня 2021 року відіграв за софійських армійців 16 матчів в національному чемпіонаті, та став у складі команди володарем Кубка Болгарії.
У 2022 році Кайседо став гравцем мексиканського клубу «Тигрес». Проте на початку 2023 року еквадорського футболіста віддали в оренду до турецького клубу «Сівасспор», а в другій половині року він грав у складі іншого мексиканського клубу «Атлас».

## Виступи за збірні
У 2017 році Хорді Кайседо залучався до складу молодіжної збірної Еквадору. У складі молодіжної збірної брав участь у чемпіонаті Південної Америки серед молодіжних команд 2017 року, на якому еквадорська молодіжка здобула срібні медалі, та в молодіжному чемпіонаті світу 2017 року. На молодіжному рівні зіграв у 12 матчах, у яких відзначився 4 забитими голами.
У 2021 році Хорді Кайседо дебютував у складі національної збірної Еквадору. У складі збірної був учасником розіграшу Кубка Америки 2021 року у Бразилії. На початок вересня 2023 року зіграв у складі національної збірної 10 матчів, у яких відзначився 2 забитими м'ячами.

## Титули і досягнення
- Володар Кубка Болгарії (1):

ЦСКА (Софія): 2020–2021